# Armeria macrophylla
Armeria macrophylla es una especie de herbácea de la familia Plumbaginaceae.

## Descripción
Hierba perenne  con sus hojas muy estrechas, de aspecto cespitoso, y de color verde claro de 1 a 2,5 dm .  Las hojas de color gris verde son largas, de 10 a 27 cm, estrechas, de hasta 2 mm de ancho y están cubiertas de pelos cortos y finos, invisibles sin una potente lupa. Las flores de color rosa están agrupadas en capítulos que crecen al final de tallos muy largos, mucho más que las hojas, de hasta 6 dm.  Cada flor está envuelta por tejidos de color blanco que persisten después de que la flor se seque. Los capítulos están envueltos por escamas de color pajizo, lampiñas y membranáceas en el margen, y aparecen de tal manera que crecen de tamaño del exterior hacia el interior.

## Hábitat
Crece en zonas costeras sobre suelos arenosos.

## Distribución
Costa suratlántica de la península ibérica.

## Sinonimia
- Armeria baetica var. stenophylla Boiss. in DC.
- Armeria maritima subsp. macrophylla (Boiss. & Reut.) Bernis
- Armeria pinifolia subsp. macrophylla (Boiss. & Reut.) Bernis
- Statice macrophylla var. stenophylla (Boiss.) Rothm. in Font Quer
- Statice macrophylla (Boiss. & Reut.) Font Quer & Rothm. in Font Quer[2]